# Numidia (zangeres)
Numidia El Morabet (Venlo, 7 december 1999) beter bekend als Numidia is een Marokkaans-Nederlands zangeres. Ze stond onder contract bij het platenlabel TRIFECTA. Sinds oktober 2024 staat ze onder contract bij Universal Music Nederland.

## Levensloop
Numidia groeide op in Venlo en begon op jonge leeftijd met muziek. In 2015 deed ze mee aan het RTL 4-zangprogramma The Voice Kids. Ze kwam in het team van Angela Groothuizen en haalde het tot de finale. Op de helft van de finale bleef er van elke coach één kandidaat over, hier viel Numidia af (tot ongenoegen van haar fans in het publiek).
Na The Voice Kids zette Numidia haar muziekcarrière op een laag pitje om zich te focussen op school. Een aantal jaren later, in 2018, tekende ze bij het platenlabel TRIFECTA van Ali B. Datzelfde jaar maakte ze ter ere aan het Marokkaanse voetbalteam het in volledig Marokkaans gezongen nummer Dana in samenwerking met Ali B, Cheb Rayan en R3HAB.
In juli 2018 was Numidia met Ronnie Flex te horen op het nummer Meli meli van Ali B. Het nummer behaalde de zesde positie in de Nederlandse Single Top 100 en bleef vijftien weken in deze hitlijst staan.
In 2019 bracht Numidia meerdere nummers uit waaronder Alleen wij in samenwerking met Famke Louise.
In 2023 deed ze mee aan het televisieprogramma Het perfecte plaatje in Zuid-Afrika. Ook nam ze deel aan het televisieprogramma Beste Zangers. Ze vertolkte onder meer een Nederlands-Tamazight versie van het lied Arcade van Duncan Laurence, waarmee ze de hitlijsten haalde.
In 2024 werkte Numidia mee aan diverse televisieprogramma's, zo was zij als secret singer te zien in het RTL 4-programma Secret Duets en deed ze mee aan de spelletjesprogramma's De Grote Muziekquiz en Oh, wat een jaar!. In het najaar van 2024 was Numidia de "Maan" in The Masked Singer.
In 2025 won Numidia het tweede seizoen van het televisieprogramma Stars on Stage.

## Discografie

### Singles
| Jaar | Act                                      | Nummer         | Vlag van Nederland | Vlag van Nederland | Opmerkingen                                      |
| Jaar | Act                                      | Nummer         | 100                | weken              | Opmerkingen                                      |
| ---- | ---------------------------------------- | -------------- | ------------------ | ------------------ | ------------------------------------------------ |
| 2018 | Numidia met Ali B, Cheb Rayan en R3HAB   | Dana           | 42                 | 2                  | tip 10 in Nederlandse Top 40                     |
| 2018 | Numidia met Ali B en Ronnie Flex         | Meli meli      | 6                  | 15                 | tip 4 in Top 40                                  |
| 2019 | Numidia met Clandistino                  | Ana Wiyak      | 76                 | 3                  |                                                  |
| 2019 | Numidia                                  | Leef           | -                  | -                  |                                                  |
| 2019 | Numidia met Famke Louise                 | Alleen wij     | 25                 | 6                  |                                                  |
| 2019 | Numidia met Johnny 500 en Chip Charlez   | Chale          | 95                 | 1                  |                                                  |
| 2019 | Numidia                                  | Move like that | -                  | -                  |                                                  |
| 2020 | Numidia met Famke Louise                 | Amira          | tip 10             | 1                  |                                                  |
| 2020 | Numidia met Boef                         | Tout est bon   | 1                  | 28                 | nr. 13 in Top 40 / nr. 36 in Vlaamse Ultratop 50 |
| 2020 | Numidia met Bizzey                       | Angel          | 91                 | 1                  |                                                  |
| 2022 | Numidia met Boef, Cristian D en Diquenza | Flexxen        | 11                 | 13                 | tip 4 in Top 40                                  |
| 2023 | Numidia                                  | Arcade         | 57                 | 2                  | tip 12 in Top 40                                 |